# Pierre de Vérone
Pour les articles homonymes, voir Saint Pierre.
Pierre de Vérone ou Pierre martyr (Pietro Rosini ou Pietro Martire ou Pietro da Verona en italien) né vers 1205 à Vérone et mort le 6 avril 1252 à Seveso, fut un prédicateur de l'Ordre des Dominicains et inquisiteur en Italie du Nord, assassiné à coup de serpe et considéré comme martyr. Il est vénéré comme saint dans l'Église, fêté le 29 avril (calendrier dominicain médiéval), le 4 juin ou localement le 6 avril.

## Biographie
Pierre est né aux environs de 1205 à Vérone d'une famille cathare. La tradition rapporte qu'il récitait le Credo alors qu'il était encore enfant, malgré l'hostilité de son milieu familial.
Il partit étudier à Bologne et c'est pendant cette période qu'il entra chez les Frères Prêcheurs alors que saint Dominique était encore vivant.
Il prêcha surtout en Italie du nord contre les Cathares, et fut prieur à Asti et à Plaisance. Toutefois son principal lieu d'activité restera Milan où il fonda le couvent dominicain de San Pietro in Campo Santo.
Tout en luttant contre les croyances des Cathares, il se consacra à la formation chrétienne des laïcs, à la diffusion du culte de la Vierge, et à la création d'institutions visant à la défense de l'orthodoxie catholique.
Ses prédications, renforcées par de solides connaissances de la Bible, étaient accompagnées d'une vie de grande ascèse et de charité. Des miracles lui sont aussi attribués.
À Florence, il noua de profondes amitiés avec les sept fondateurs de l'Ordre des Servites de Marie, dont il devint le conseiller.
En 1251, le pape Innocent IV le nomma inquisiteur pour Milan, et Côme dont il fut élu prieur du couvent.
Il n'est pas certain qu'il ait jamais participé à des procès, mais ses paroles convertirent à l'orthodoxie catholique nombre de Cathares. Son action suscita beaucoup de haine, ce qui fit dire à Pierre qu'il s'attendait à mourir de mort violente. Le 6 avril 1252, le samedi de Pâques, il fut attaqué sur la route de Côme à Milan, blessé à coup de serpe et poignardé par un certain Carino da Balsamo, natif de Cinisello Balsamo. Celui-ci plus tard eut des remords de cet acte, entra à son tour chez les Dominicains, et mourut en odeur de sainteté.

## Canonisation

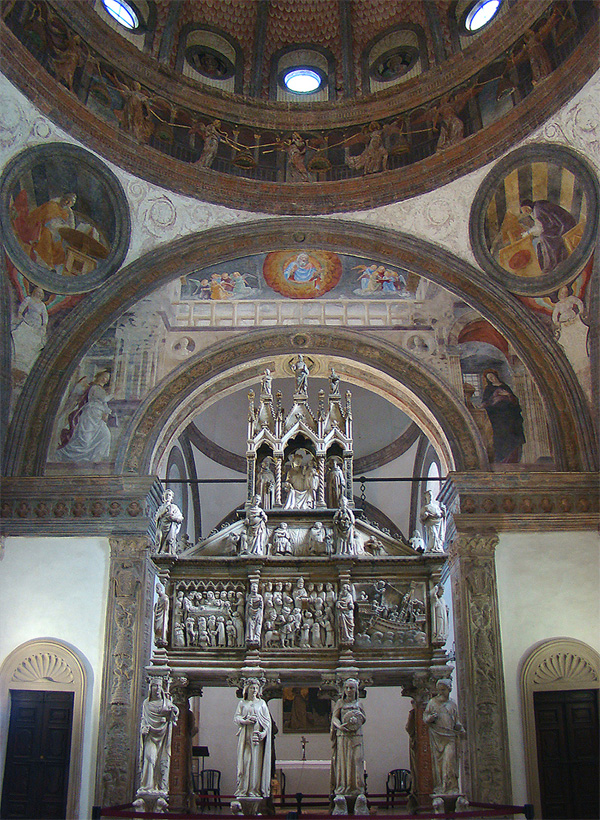
Sa tombe à la Basilique Saint Eustorgio, Milan.

Onze mois seulement après sa mort, le pape Innocent IV le canonisait pour exalter en lui le héros de la lutte contre l'hérésie cathare. Il est le saint canonisé le plus rapidement de l'histoire. 
Le pape, dans sa bulle de canonisation, lui reconnaissait « dévotion, humilité, obéissance, bienveillance, piété, patience, charité » et  le présentait comme un « amant fervent de la foi, son éminent connaisseur et son encore plus ardent défenseur ».
Sa fête a été fixée au 29 avril, puis déplacée au 4 juin lors de la réforme liturgique de Paul VI. Toutefois, il est fêté dans son Ordre en date du 6 avril et dans certaines églises, notamment la basilique Saint-Eustorge de Milan, qui garde sa dépouille mortelle et ses reliques, ainsi que le sanctuaire de Seveso.
L'église San Pietro Martire de Naples est l'une des premières à lui être consacrée. L'église San Pietro Martire de Venise lui est dédiée au XIVe siècle.

## Iconographie
Pierre de Véronne est représenté avec la robe blanche et le manteau noir des dominicains, et aussi avec l'instrument de son martyre, un fendoir ou une hache, parfois avec uniquement sa blessure sur le haut du crâne (ce qui peut le faire confondre avec saint Étienne).
- Buste reliquaire de saint Pierre de Vérone, d'un orfèvre napolitain anonyme, vers 1600, en argent fondu, battu et ciselé, cathédrale Notre-Dame-de-l'Assomption de Naples, musée du trésor de San Gennaro (en)
- Le Martyre de saint Pierre de Vérone, est représenté dans un triptyque en 1629, par l'artiste flamand Jeremias Mittendorff. La partie centrale du retable (293 × 185 cm), en provenance du couvent des dominicains de Lille, se trouve au Palais des Beaux-Arts de Lille. Ce retable a été démembré. Les deux volets, peints recto verso (300 × 83 cm), qui accompagnaient la partie centrale sont la propriété de la Galerie Aaron à Paris[5] :
  - Volet gauche ouvert : Saint Pierre détrompe le jeu satanique des hérétiques
  - Volet droit ouvert : Le Miracle de la nuée
  - Volet gauche fermé : Miracle (?) devant le buste reliquaire de saint Pierre de Verone
  - Volet droit fermé : Prise d'habit du saint[6]
- Le Couronnement de la Vierge (Fra Angelico) : il apparaît parmi les témoins de la scène, avec d'autres saints liés à saint Dominique.

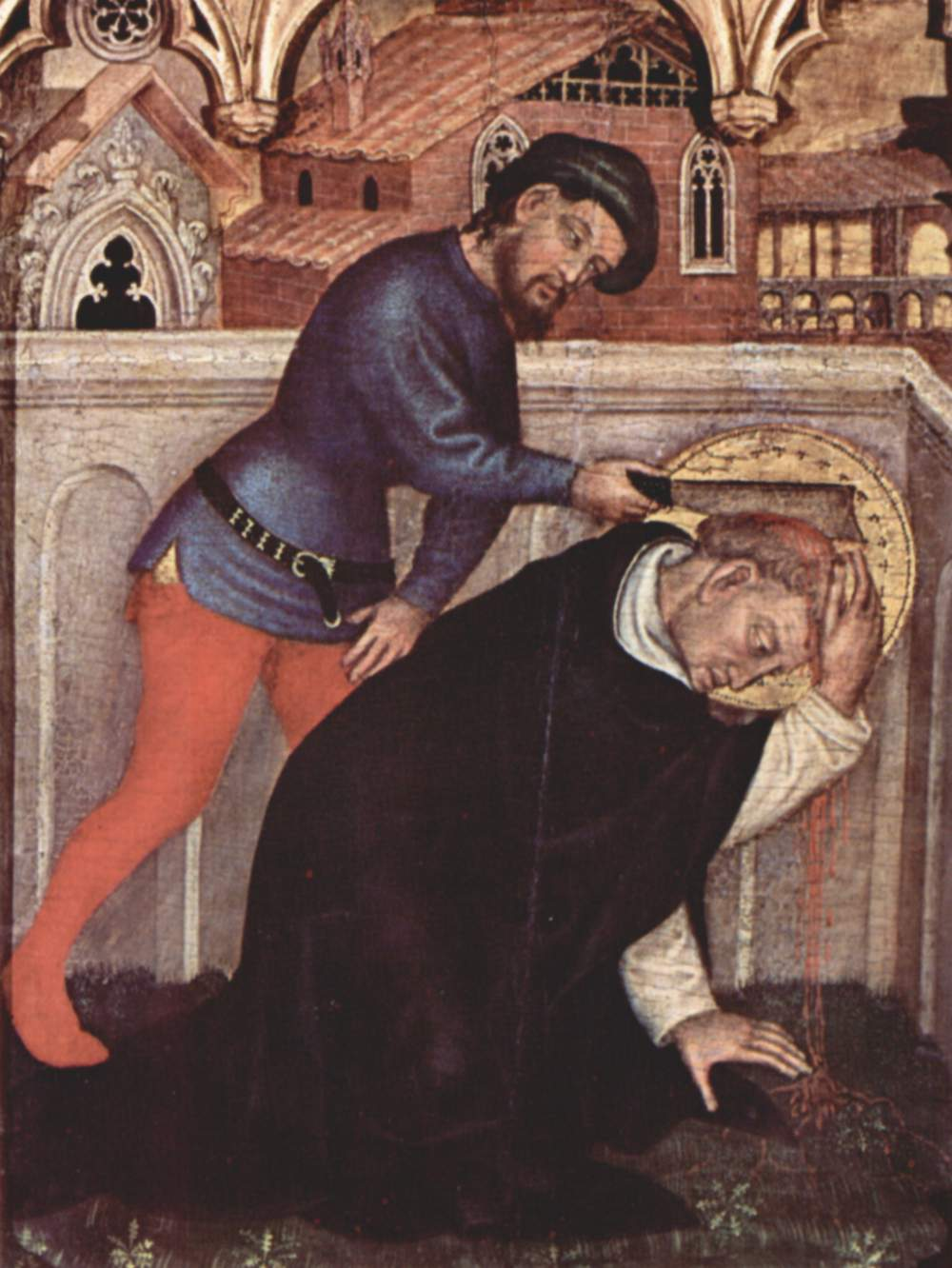
La Mort de saint Pierre de Vérone Gentile da Fabriano.
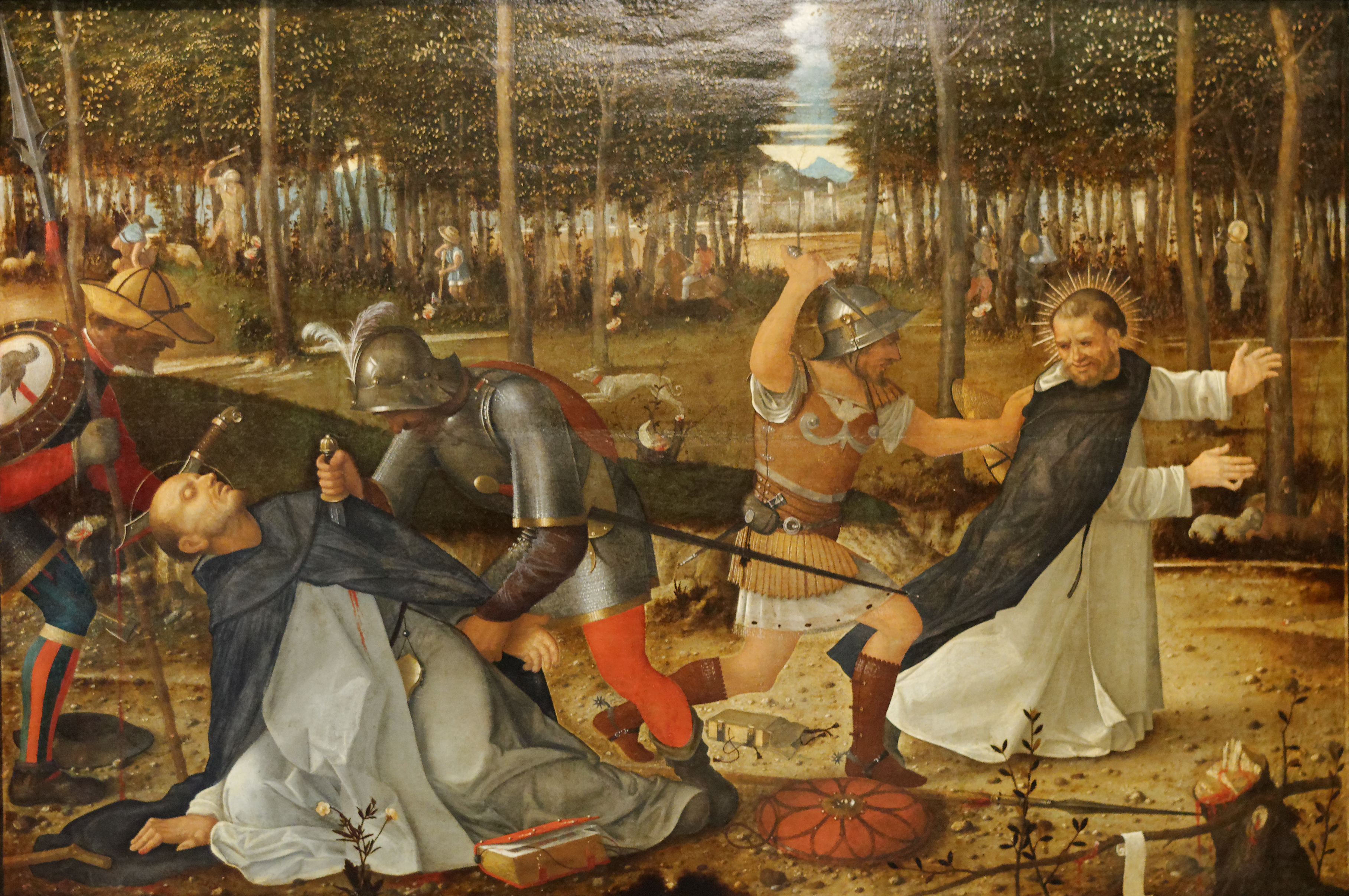
L'Assassinat de Saint Pierre de Vérone atelier de Giovanni Bellini, 1509 Courtauld Gallery, Londres.
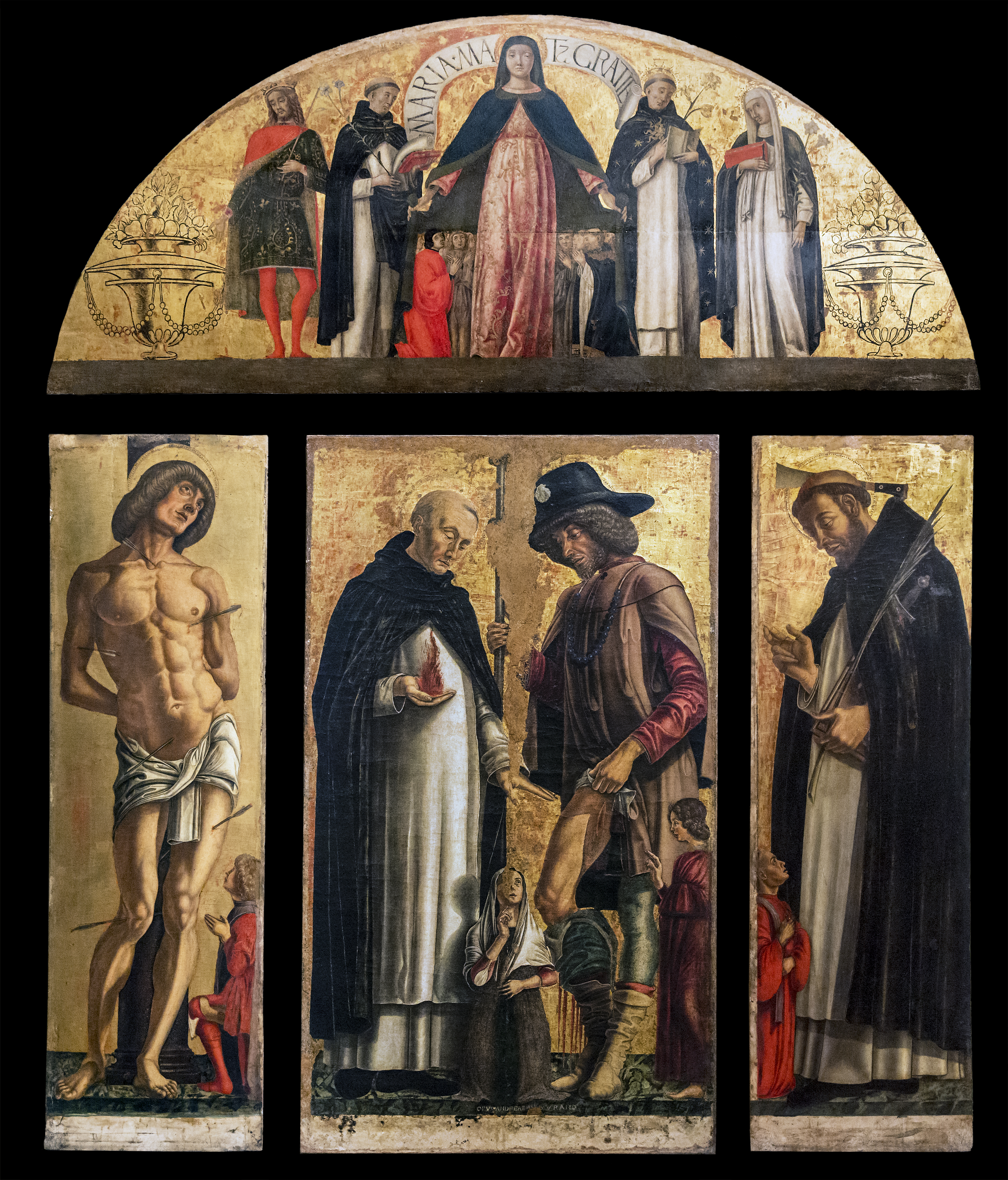
Polyptyque d'Andrea da Murano Galeries de l'Académie de Venise.
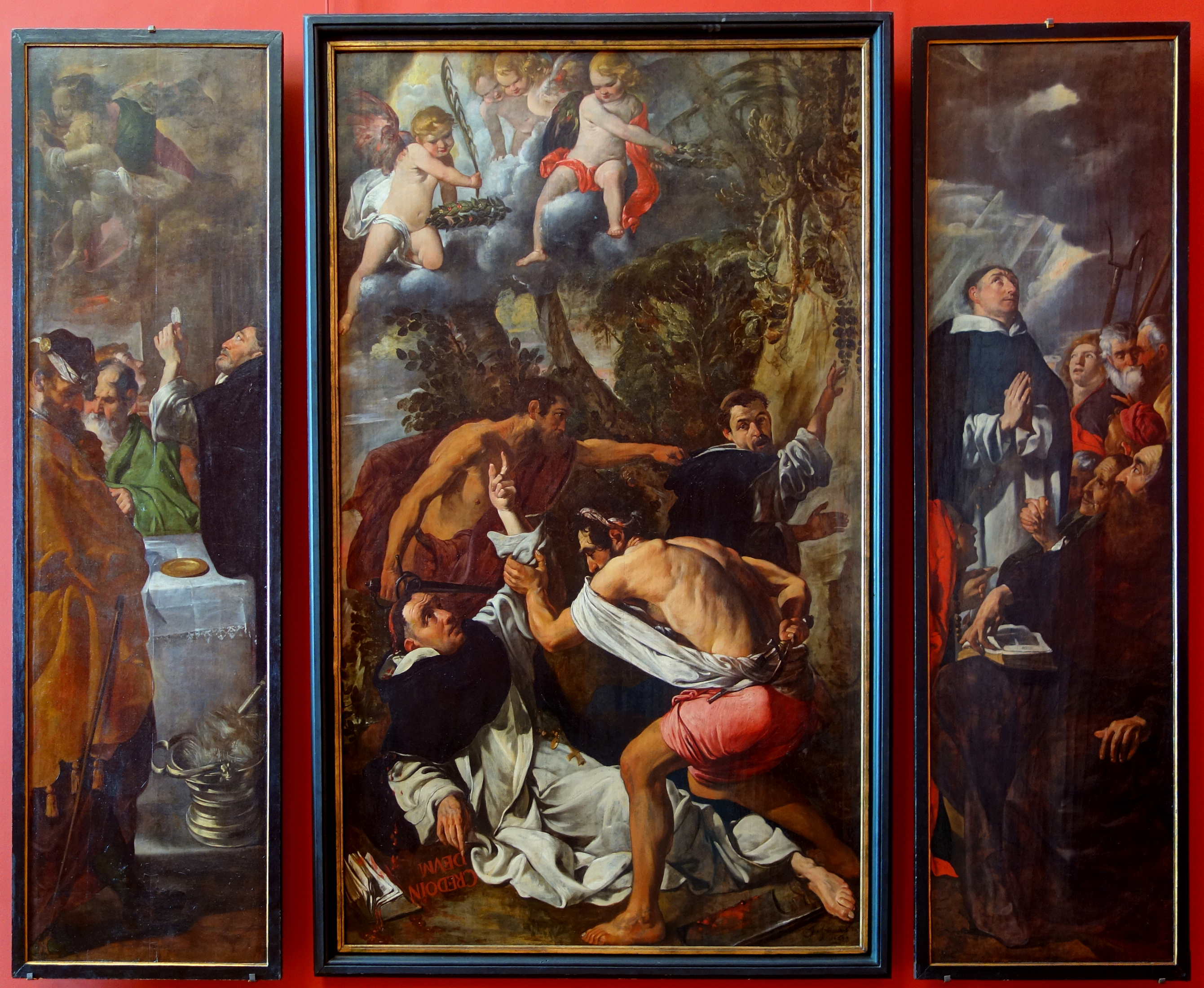
Le Martyre de saint Pierre de Vérone, Jeremias Mittendorff  (1629), palais des Beaux-Arts de Lille.
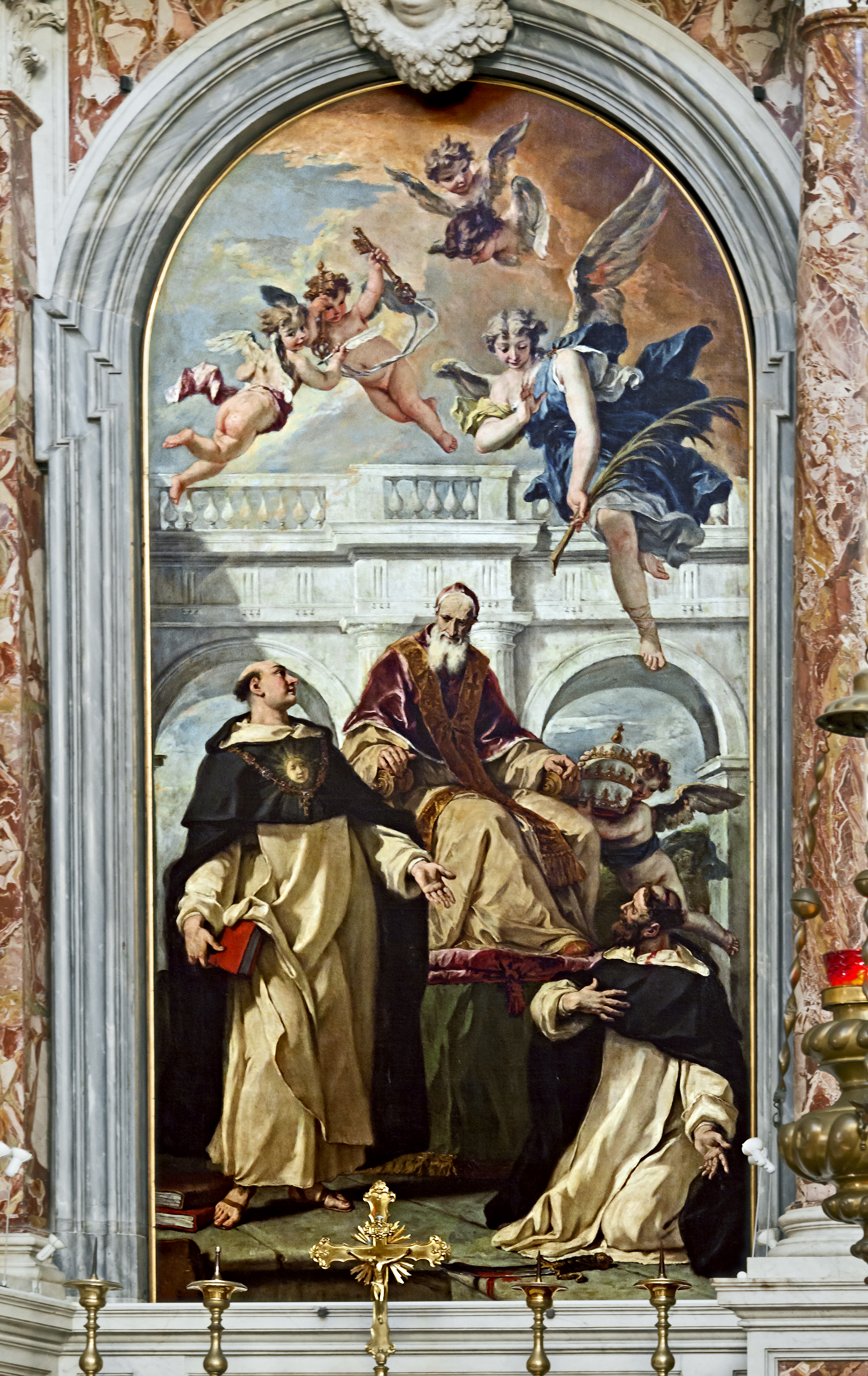
Le Pape Pie V et les Sts Thomas d'Aquin et Pierre martyr Sebastiano Ricci, (1732-1733), église Sainte-Marie-du-Rosaire de Venise.

## Publication
- Contra patarinos (vers 1220 ?), édi. par Th. Käepelli, "Une somme contre les hérétiques de Saint Pierre Martyr ?", AFP, vol. 17, 1947, p. 320-355.